# Daniel Sibony

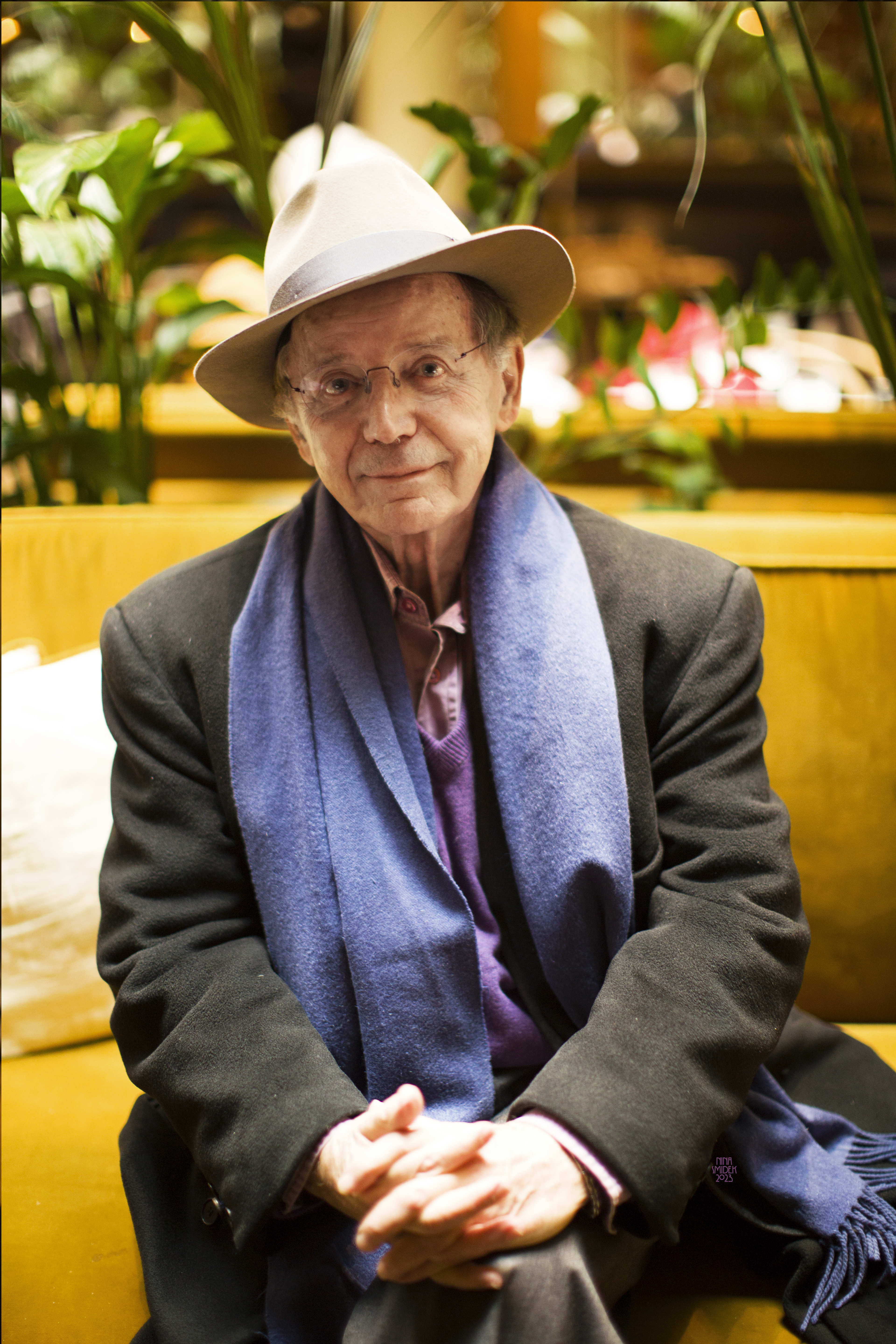
Daniel Sibony, 2023

Daniel Sibony (* 22. August 1942 in Marrakesch) ist ein französischer Psychoanalytiker, Schriftsteller, Philosoph und Mathematiker.

## Leben
Sibony stammt aus einer jüdischen Familie in der Altstadt (Médina) von Marrakesch und kam 1955 nach Paris. Dort studierte er Mathematik mit der Promotion 1968. Er war dann Dozent (maître de conférence) und bis 2000 Professor in Paris an der Universität Paris I Pantheon-Sorbonne. Daneben studierte er Philosophie (Promotion 1985), unter anderem bei Emmanuel Levinas, und hatte eine Ausbildung als Psychoanalytiker, verbunden mit der Schule von Jacques Lacan.

## Schriften
- Le Nom et le corps, Seuil, 1974
- L'Autre incastrable : psychanalyse-écritures, Seuil, 1978
- Le groupe inconscient : le lien et la peur, Bourgois, 1980
- La Juive : une transmission d'inconscient, Grasset, 1983
- L'Amour inconscient: au-delà du principe de séduction, Grasset, 1983
- Jouissances du dire : nouveaux essais sur une transmission d'inconscient, Grasset, 1985
- Le Féminin et la séduction, Le Livre de Poche, 1987
- Entre dire et faire : penser la technique, Grasset, 1989
- Entre-deux : l'origine en partage, Seuil, 1991; Points-Essais, 1998
- Les Trois monothéismes : juifs, chrétiens, musulmans entre leurs sources et leurs destins, Seuil, 1992; Points-Essais, 1997
- Le Peuple "psy" : situation actuelle de la psychanalyse, éd. Balland, 1993
- La Haine du désir, Bourgois, 1978; 1994
- Le Corps et sa danse, Seuil, 1995; Points-Essais, 1998
- Événements I. Psychopathologie du quotidien, Seuil, 1991; Points-Essais, 1995
- Événements II. Psychopathologie du quotidien, Seuil, Points-Essais, 1995
- Antonio Segui, Cercle d’Art, 1996
- Le Jeu et la passe: identité et théâtre, Seuil, 1997
- Violence: traversées, Seuil, 1998
- Psychopathologie de l'actuel. Événements III, Seuil, 1999; Points-Essais, 2000
- Perversions: dialogues sur des folies "actuelles", Seuil, 1987; Points-Essais, 2000
- Don de soi ou partage de soi ? : le drame Levinas, Odile Jacob, 2000
- Le Racisme, une haine identitaire, Seuil, 1988 et 1997; Points-Essais, 2001
- Psychanalyse et judaïsme, Flammarion, coll. Champs, 2001
- Événements. Psychopathologie de l'actuel, Seuil, 2001, coffret de 3 vol.
- Nom de Dieu: par delà les trois monothéismes, Seuil, 2002; Points-Essais, 2006
- Avec Shakespeare : éclats et passions en douze pièces, Grasset, 1988; Points-Essais, Seuil 2003
- Proche-Orient: psychanalyse d'un conflit, Seuil, 2003
- L'Énigme antisémite, Seuil, 2004
- Fous de l'origine: journal d'Intifada, Bourgois, 2005
- Création : essai sur l'art contemporain, Seuil, 2005
- Lectures bibliques, Odile Jacob, 2006
- Acte thérapeutique: au-delà du peuple "psy", Seuil, 2007
- Marrakech, le départ, Odile Jacob, 2009 (Roman)
- Les Sens du rire et de l'humour, Odile Jacob, 2010